# 二階堂有希子
二階堂 有希子（にかいどう ゆきこ、本名：柳生 加津子〈やぎゅう かつこ〉、1940年〈昭和15年〉10月27日 - ）は、日本の俳優、声優である。

## 経歴
東京都・淀橋区出身。東京女学館高等学校卒業。夫は俳優・タレント・実業家の柳生博（2022年没）。長男は園芸家の柳生真吾（2015年没）。
俳優座養成所9期生。劇団俳優座、東映、エヌ・エー・シー、江崎プロダクションを経て、フリーランスで活動。
主にテレビドラマなどで俳優として活躍。海外ドラマ『ルート66』の吹き替え以降は声優としても活動していた。
次男でのちに八ヶ岳倶楽部代表となる宗助が1972年に生まれると同時に芸能界を引退し、その後は夫と共に山梨県北杜市大泉町の園芸施設「八ヶ岳倶楽部」の運営に携わっていた。
2013年に認知症を発症し、長男の死により進行し特別養護老人ホームに入所している。

## 人物
特技はバレエ、ピアノ。

### 仕事に対する姿勢
声優業については、「意外と面白いし勉強になるんだなあ」と感じ趣味的に始めたという。そのため、インタビューでは「アテレコの苦しさなんて今まであまり感じたことがないわ。非常に楽しく、緊張感を持って楽しんでいますよ。これで小遣いをもらって悪いなあと思うくらい」と語っていた。
吹き替えでの役作りについては、いつも同じ声や調子で吹き替えることをせず、女優の「いい味」を映画に失礼にならないよう視聴者に聞かせることを心がけている。また「アテる相手の生理状態に入り込んで血の流れまでとはいかなくても、その生理に迫ると、自然と自分の声もリズムも変わってくるんです」と発言していた。

### エピソード
俳優としては、本人の持つイメージから純情な役を演じることが多かった。
声優としての人気も高く、ファンレターを見た際は「あら、本人よりもよく知っているわあ。アテレコは陰の作業なのに。姿が見えないから反対に熱烈になるみたいね」と発言している。吹き替えではミレーユ・ダルク、アンジー・ディキンソン、グレース・ケリーなどを持ち役としていた。
アニメ『ルパン三世 (TV第1シリーズ)』で峰不二子役を演じたことで有名。本人も「特別な作品」としており、アニメの仕事は得意な方ではなかったが、「『ルパン』は無理せず自然に入っていけた」という。2015年には「（不二子は）演技の振り幅が大きくて、コロコロといろんな表情や声、演技を変えて見せなきゃいけない。これが普通にドラマの女優をしていたら経験できないことで、ハジけられてとても楽しかったんですよ」と当時を振り返っている。

## 出演作品

### テレビドラマ
- テレビ劇場「月と手袋」（1962年、NHK）
- 松本清張シリーズ・黒の組曲 第35話「破談変異」（1962年、NHK）
- 夫婦百景（1963年 - 1966年、NTV）
- 特別機動捜査隊（1963年 - 1966年、NET）
- 日産スター劇場・何処へ（1964年、NTV） - 新子
- いまに見ておれ 第13話（1964年、TBS）
- 素浪人 月影兵庫 第1シリーズ 第13話「女は聞いていた」（1966年、NET・東映） - 八重
- 用心棒シリーズ 俺は用心棒 第12話「暁に染まるころ」（1969年、NET ・東映） - おえん
- 素浪人 花山大吉 第33話「のっぺらぼうが泣いていた」（1969年、NET・東映） - おとし
- 暖春（1969年、TBS・松竹） - 長嶋節子
- 鬼平犯科帳 第64話「女の一念」（1970年、NET / 東宝） - お伝
- わが青春のとき（1970年、NTV）
- 髪結い八重ちゃん（1970年、TBS）※主演
- ケンちゃんトコちゃん 第51話・第52話（1971年、TBS）
- 銭形平次　第257話「死霊のお告げ」（1971年、CX・東映） - お菊
- 美しきチャレンジャー（1971年、TBS）
- 花王愛の劇場・ 愛染椿（1972年、TBS）
- 新・細うで繁盛記（1973年、YTV）

### 映画
- ハイ・ティーン（1959年） - 津村明子
- 霧ある情事（1959年） - ふみ
- 海底の挑戦者（1960年） - 志摩礼子
- 第三次世界大戦 四十一時間の恐怖（1960年） - 市村美栄
- ぽんこつ（1960年） - チャコ
- 姿なき暴力（1960年） - 石井光江
- 億万長者（1960年） - 若い女
- 坊ちゃん野郎勢ぞろい（1961年） - 大倉鈴子
- 俺らは空の暴れん坊（1961年） - 春江
- 魚河岸の女石松（1961年） - 石川陽子
- 昭和元禄 TOKYO196X年（1968年）

### 特撮
- コメットさん（1968年、国際放映 TBS）
- チビラくん（オク、美女）

### テレビアニメ
- 忍風カムイ外伝（1969年） - スガル[19]
- ルパン三世 (TV第1シリーズ)（1971年 - 1972年） - 峰不二子[20][2]
- 母をたずねて三千里（1976年） - アンナ・ロッシ[21][2]、レナータ
- 100万年地球の旅 バンダーブック（1978年） - クドー夫人[22]
- 野球狂の詩（1979年） - 母

### 吹き替え

#### 洋画
- 赤い砂漠（ジュリアーナ〈モニカ・ヴィッティ〉）
- アメリカ上陸作戦（エルスパス〈エヴァ・マリー・セイント〉）
- アラスカ魂（ミシェル〈キャプシーヌ〉）※NET版
- 荒れ狂う河（キャロル〈リー・レミック〉）
- 居酒屋（ジェルヴェーズ〈マリア・シェル〉）※NET版
- 裏切りの荒野（カルメン〈ティナ・オーモン〉）※TBS版
- オーメン2/ダミアン（アン・ソーン〈リー・グラント〉）※LD版
- 可愛い配当（ケイ・ダンスタン〈エリザベス・テイラー〉）※NHK版
- 現金作戦（インガー〈カミラ・スパーヴ（英語版）〉）※フジテレビ版
- 高校三年（ルチア〈イザベラ・レーディ〉）※NHK版
- 皇帝円舞曲（ヨハンナ〈ジョーン・フォンテイン〉）※NHK版
- 荒野の一つ星（エブリン〈テレサ・ジンベラ〉）※フジテレビ版
- コニャックの男（シャルロット〈マルレーヌ・ジョベール〉）
- コレクター（ミランダ〈サマンサ・エッガー〉）※TBS版
- サイレンサー/破壊部隊（リンカ〈エルケ・ソマー〉）
- 殺人者たち（シーラ〈アンジー・ディキンソン〉）
- 幸せはパリで（カトリーヌ・ガンサー〈カトリーヌ・ドヌーヴ〉）※テレビ版（DVD収録）
- シェラ・デ・コブレの幽霊（ヴィヴィア〈ダイアン・ベイカー〉）
- 地獄への道（ゼレルダ〈ナンシー・ケリー〉）
- 終着駅（メアリー〈ジェニファー・ジョーンズ〉）※テレビ東京版
- 上流社会（トレイシー・サマンサ・ロード〈グレース・ケリー〉）※東京12チャンネル版
- 姿なき殺人者（アン・クライド〈シャーリー・イートン〉）
- 戦争と平和（ナターシャ・ロストフ〈オードリー・ヘプバーン〉）※NHK版
- ダーリング（ダイアナ・スコット〈ジュリー・クリスティ〉）
- 大平原（モリー〈バーバラ・スタンウィック〉）※東京12チャンネル版
- 太平洋機動作戦（メアリー〈パトリシア・ニール〉）
- ダブリンのわな（ファーン〈リー・レミック〉）※NHK版
- デジレ（デジレ・クラリー〈ジーン・シモンズ〉）
- ドクトル・ジバゴ（ラーラ〈ジュリー・クリスティ〉）※日本テレビ版
- トコリの橋（ナンシー〈グレース・ケリー〉）※東京12チャンネル版（DVD収録）
- 泥棒成金（フランセス・スティーヴンス〈グレース・ケリー〉）※東京12チャンネル版
- 鳥（メラニー〈ティッピ・ヘドレン〉[2]）※TBS版、フジテレビ版
- ナイアガラ（ポリー〈ジーン・ピーターズ〉）
- 尼僧物語（ガブリエル〈オードリー・ヘプバーン〉）※NHK版
- パリの大泥棒（ジュヌヴィエーヴ〈マリー・デュボワ〉）
- 秘めたる情事（ケイト〈スージー・パーカー〉）
- フランケンシュタインの復讐（マーガレット〈ユーニス・ゲイソン〉）
- ブルー・マックス（カエティ伯爵夫人〈ウルスラ・アンドレス〉[2]）※フジテレビ版
- 望郷（ギャビー〈ミレーユ・バラン〉）※フジテレビ版
- ポケット一杯の幸福（クイーニー〈ホープ・ラング〉）※NET版
- 炎の女（ウルスラ・アンドレス[2]）
- マーニー（マーニー・エドガー〈ティッピ・ヘドレン〉[2]）※NET版
- 牝猫と現金（カトリーヌ〈ミレーユ・ダルク〉[2]）
- 野生のエルザ（ジョイ・アダムソン〈ヴァージニア・マッケンナ〉）※NET版
- 夜の刑事（ベラ〈フロリンダ・ボルカン〉[2]）
- ラスト・ラン/殺しの一匹狼（クローディー〈トリッシュ・ヴァン・ディヴァー〉）
- わが恋は終りぬ（キャロライン（カロリーネ）・ヴィトゲンシュタイン公妃〈キャプシーヌ〉）
- 忘れな草（カーラ〈ヴァレリア・ファブリッツィ〉）※NHK版

#### ドラマ
- 宇宙大作戦「コンピューター戦争」（メア〈バーバラ・バブコック〉）
- 女刑事ペパー（ペパー・アンダーソン〈アンジー・ディキンソン〉）
- 刑事コロンボ ビデオテープの証言（ジーナ・ローランズ）
- コロネットブルーの謎 #1（アリックス〈スーザン・ハンプシャー〉）
- タイムトンネル #1「過去との出会い」（アルシア・ホール〈スーザン・ハンプシャー〉）
- 探偵キャノン「父の黒い影」（レネ〈ステファニー・パワーズ〉）
- 逃亡者 #103
- プリズナーNo.6「暗殺計画」（モニク〈アネット・アンドレ〉）
- 弁護士ペリー・メイスン「毒殺者の叫び」

### CM
- ナショナル洗濯機「（超）高速うず潮」（1969年）

### 舞台
- 天と地の接吻（1963年、劇団現代劇場） - まり子[23]